# Sinterklaasjournaal (2011)
Het Sinterklaasjournaal in 2011 was het elfde seizoen van het Sinterklaasjournaal en werd gepresenteerd door Dieuwertje Blok. De intocht vond plaats in Dordrecht.

## Verhaallijn
In een buitengewoon Sinterklaasjournaal, uitgezonden op 21 mei 2011, deelde Sinterklaas mee dat hij het Grote Boek aan Bram van der Vlugt cadeau had gedaan, omdat na 25 jaar aan hun samenwerking een einde was gekomen. Het boek was vol en in een berijmde opdracht achterin vertrouwde Sinterklaas het boek aan Van der Vlugt toe ter bewaring. Voorts deelde Sint mee dat hij in 2011 (op 12 november) in Dordrecht zou aankomen.
Maar toen de stoomboot uit Spanje vertrok, leek het alsof Sinterklaas helemaal alleen naar Nederland kwam (samen met zijn nieuwe paard), zonder zijn Pieten. Uiteindelijk bleken de Pieten met andere stoombootjes te zijn meegevaren. Bij aankomst van het gezelschap werd een vlag gehesen waar de Pieten op af zouden lopen, maar die werd meegenomen door de nabijgelegen gemeente Averecht. Dit leverde verwarring op, maar de vlag werd teruggehaald door verslaggever Jeroen en een Klimpiet. Zo kwamen de Pieten uiteindelijk toch goed uit.
Na aankomst in Nederland bleek de burgemeester van Averecht spoorloos te zijn. Dit was de laatste persoon die nog in het grote boek moest. Ze werd door het paard van Sinterklaas gevonden en werd vervolgens door Sinterklaas in het Grote Boek gezet. Ook kreeg ze een sinterklaasvlag. Op het moment dat alle problemen opgelost leken, bleek het Grote Boek verdwenen te zijn. Uiteindelijk bleek de Sint het boek zelf te hebben. Hoofdpiet vond dat het paard nieuwe hoefijzers nodig had. Hij had ze verkeerd omgedaan. In de uitzending daarna zat de Rolstoelpiet vast in de modder; Sinterklaas bracht hem terug naar het grote Pietenhuis, de Sint zei dat het paardje er zelf kon komen. Echter, toen ze aankwamen was het paard er niet. Toen Hoofdpiet en Rolstoelpiet samen het paard gingen zoeken bleek waarom het paard van Sinterklaas verdwaald was: zijn hoefijzers zaten verkeerd. Uiteindelijk werd het gevonden en is alles goed gekomen.

## Rolverdeling
| Rol                                                                              | Naam                     |
| -------------------------------------------------------------------------------- | ------------------------ |
| Presentatrice                                                                    | Dieuwertje Blok          |
| Voice-over                                                                       | Kees Driehuis            |
| Verslaggever                                                                     | Jeroen Kramer            |
| Sinterklaas                                                                      | Stefan de Walle          |
| Wellespiet                                                                       | Dick van den Toorn       |
| Boekpiet                                                                         | Marc Nochem              |
| Reservepiet                                                                      | Pim Muda                 |
| Vergeetpiet                                                                      | John Jones               |
| Hoofdpiet                                                                        | Erik van Muiswinkel      |
| Huispiet                                                                         | Maarten Wansink          |
| Pietje Precies                                                                   | Bob Fosko                |
| Ballonnenpiet                                                                    | Peter Lusse              |
| Zorgpiet                                                                         | Joep Onderdelinden       |
| Cupido Piet                                                                      | Joost Spijkers           |
| Cupido Piet                                                                      | Friso van Vemde Oudejans |
| Piet                                                                             | Rutger de Bekker         |
| Piet                                                                             | Noël van Santen          |
| Piet                                                                             | Emiel de Jong            |
| Rolstoelpiet                                                                     | Thomas van Luyn          |
| Malle Pietje                                                                     | Owen Schumacher          |
| Willem Grol                                                                      | Ferry de Groot           |
| Postbode                                                                         | Theo Schouwerwou         |
| Jan Boel                                                                         | Bert Visscher            |
| Helma Boel                                                                       | Brigitte Kaandorp        |
| Professor Titus Tillema                                                          | Dick Lam                 |
| P.O.D.                                                                           | Bas Hoeflaak             |
| P.O.D.                                                                           | Peter van de Witte       |
| Meneer Spijkers                                                                  | Bruun Kuijt              |
| Gastrollen                                                                       |                          |
| Burgemeester mr. drs. Nicolette Wellicht ten Overvloede van de gemeente Averecht | Martine Bijl             |
| Secretaris L. Rozenwater van de gemeente Averecht                                | John Buijsman            |
| Juf Sanne                                                                        | Susan Visser             |
| Vrouw die schoorsteen niet laat vegen                                            | Karin Bloemen            |
| Schoorsteenveger                                                                 | William Spaaij           |
| Vrouw die Pieten lokt met pepernoten                                             | Marijke Helwegen         |
| Man die met hondje langs de P.O.D. loopt                                         | Martin Gaus              |